# Miami Sol
Les Miami Sol van ser un equip de bàsquet femení amb seu a Miami que van competir en la WNBA l'any 2000. Van jugar els seus partits a l'American Airlines Arena juntantament amb les Miami Heat de l'NBA. L'equip va desaparèixer després de la temporada 2002 a causa de problemes financers.

## Història
La ciutat de Miami va rebre una de les quatre primers equips d'expansió de la WNBA el juny de 1999 juntament amb Indianapolis, Seattle i Portland. En la seva curta història, Sol va ser entrenat per Ron Rothstein durant tres temporades. Per a la seva temporada inaugural del 2000, van acabar en sisena posició a la Conferència Est amb un rècord global de 13-19.
Jugadores com Debbie Black, Elena Baranova, Sandy Brondello, Ruth Riley i Sheri Sam van portar a l'equip a un rècord de 20-12 i a un viatge als playoffs el 2001, però van perdre a la primera ronda contra les New York Liberty en tres partits, l'única aparició als playoffs en la història de la franquícia. Després de perdre contra els New York Liberty als playoffs, les Miami Sol van acabar la temporada 2002 amb un rècord de 15-17.
Aquella temporada va resultar ser l'última de l'equip. Al·legant la incapacitat de recaptar fons suficients per continuar operant sota el nou acord de reestructuració de la WNBA, l'organització va aturar les activitats el novembre de 2002. L'equip es va desfer formalment el gener de 2003 després que la WNBA anunciés que les jugadores del Miami Sol i del Portland Fire serien col·locades en un draft de dispersió a la primavera. L'equip va acabar amb un rècord de franquícia de .500 de 48 victòries i 48 derrotes. L'altre equip de Florida, les Orlando Miracle, es va desfer després de la temporada 2002 i es va traslladar a Connecticut com a Connecticut Sun, adoptant un sobrenom i un logotip molt similars a les del Sol.
Després de la desaparició de l'equip, les seves jugadores van tenir èxit en altres àmbits de la lliga. Després de ser reassignada a les Detroit Shock, Ruth Riley va guanyar dos campionats de la WNBA el 2003 i el 2006. Betty Lennox i Sandy Brondello van guanyar un campionat de la WNBA amb les Seattle Storm el 2004, i Lennox va guanyar el premi a la jugadora MVP de les Finals de la WNBA.

### Uniforme
L'uniforme de la Miami Sol per jugar com a visitants eren d'un vermell intens, amb el nom de l'equip estampat en blanc al pit i una pilota de la WNBA en lloc de la lletra "O". Les samarretes locals tenien el mateix disseny, només que amb els colors invertits.

### Nom
El sobrenom de l'equip, Sol, significa "sol" en castellà i portuguès i es va donar a conèixer el 7 de gener de 2000. El nom es va relacionar amb la gran població hispana de la zona de Miami i el seu equip germà de l'NBA, els Miami Heat.

## Rècords per temporada
| Temporada         | Equip             | Conferència       | Conferència       | Temporada regular | Temporada regular | Temporada regular | Resultats dels playoffs                           |
| Temporada         | Equip             | Conferència       | Conferència       | Oest              | L                 | PCT               | Resultats dels playoffs                           |
| ----------------- | ----------------- | ----------------- | ----------------- | ----------------- | ----------------- | ----------------- | ------------------------------------------------- |
| Miami Sol         |                   |                   |                   |                   |                   |                   |                                                   |
| 2000              | 2000              | Est               | 6è                | 13                | 19                | .406              | No es va qualificar                               |
| 2001              | 2001              | Est               | 3r                | 20                | 12                | .625              | Perdut Semifinals de conferència (Nova York, 1–2) |
| 2002              | 2002              | Est               | 6è                | 15                | 17                | .469              | No es va qualificar                               |
| Temporada regular | Temporada regular | Temporada regular | Temporada regular | 48                | 48                | .500              | 0 Campionats de Conferència                       |
| Eliminatòries     | Eliminatòries     | Eliminatòries     | Eliminatòries     | 1                 | 2                 | .333              | 0 Campionats de la WNBA                           |

## Jugadores destacades
- Marlies Askamp
- Elena Baranova
- Sandy Brondello
- Katrina Colleton
- Debbie Black
- Milena Flores
- Pollyanna Johns-Kimbrough
- Betty Lennox
- Carolyn Moos
- Vanessa Nygaard
- Kristen Rasmussen
- Ruth Riley
- Sheri Sam
- Iziane Castro Marqués

## Entrenadors i altres
Entrenador principal :
- Ron Rothstein (2000–02)

Director general :
- Ron Rothstein (2000–02)

Entrenadors assistents:
- Tony Fiorentino (2000–02)
- Jenny Boucek (2000–02)

Producció televisiva:
- Marc Brody (2000–02)